# Cobitoïdeus
Els cobitoïdeus (Cobitoidea) són una superfamília de peixos teleostis de l'ordre Cypriniformes. De vegades es considera un subordre dins l'ordre Cypriniformes. Habiten ecosistemes d'aigües dolces d'Euràsia i Àfrica del Nord.